# Јелена Лавко
Јелена Лавко (дев. Живковић; 6. јул 1991, Зрењанин) српска је рукометашица. 
Она је део рукометна репрезентативка Србије. Игра на позицији десног бека. Тренутно је члан мађарског клуба Фехервара. 
Са рукометном репрезентацијом Србије освојила је сребрну медаљу на Светском првенству 2013. године и злато на Медитеранским играма исте године. Са Ференцварошом је освојила Куп победника купова.